# André Spoor (journalist)
André Simon (André) Spoor (Den Haag, 22 juni 1931 – aldaar, 18 september 2012) was een Nederlands journalist. Van 1970 tot 1983 was hij hoofdredacteur van NRC Handelsblad en van 1986 tot 1988 van het weekblad Elsevier.

## Familie
Spoor, lid van de familie Spoor, was de zoon van Simon Hendrik Spoor, van 1946 tot 1949 commandant van de strijdkrachten in Nederlands-Indië en diens eerste vrouw Louise Anna Maria Ooms. Hij is via die lijn ook de kleinzoon van de violist André Spoor, onder meer concertmeester bij het Concertgebouworkest.
Hij trouwde in 1954 met jkvr. Willemina Jacoba Louisa Huydecoper (1932), uit welk huwelijk een dochter werd geboren. Hij hertrouwde in 1962 met de kunstschilderes Juliantje Wilhelmine de Blieck (1938), uit welk huwelijk een dochter, Hendrickje, en een zoon, Daniël, werden geboren. Uit een verbintenis met antiquaire Agnes Ida Barbara Pander (1943) werd een dochter geboren. Zijn laatste echtgenote was Monique Joekes met wie hij nog een kind kreeg (Alexander).

## Loopbaan
Hij was afgestudeerd theoloog en begon als journalist bij het Nieuw Utrechts Dagblad, werd redacteur buitenland bij het Algemeen Handelsblad in Amsterdam en correspondent in Bonn, Washington en New York.
In 1968 was Spoor terug in Nederland en na de fusie van het Algemeen Handelsblad met de Nieuwe Rotterdamsche Courant zat hij op de hoofdredactie van het nieuwe NRC Handelsblad met Jérôme Heldring en Henk Hofland. Direct na de fusie liep het aantal abonnees wat terug, maar onder zijn leiding nam dat weer toe. Toen hij in 1983 de krant verliet, kon zijn opvolger Wout Woltz daarop voortbouwen. 
Spoor overleed op 18 september 2012 op 81-jarige leeftijd.
- Digitale Bibliotheek voor de Nederlandse Letteren: spoo017
- Gemeinsame Normdatei: 1036744574
- International Standard Name Identifier: 0000 0000 4247 9049
- Library of Congress Control Number: n93108687
- Nederlandse Thesaurus van Auteursnamen: 073453439
- Virtual International Authority File: 4150843
- WorldCat: E39PBJwp3bDm9ThHW7m7Rj97HC